# Ferdinand Lindgreen
Ferdinand Ludvig Vilhelm Lindgreen (1770, døbt 10. april, København - 18. juni 1842, København) var en dansk skuespiller. 
Lindgreen, som var halvbroder til Danmarks betydeligste skuespillerinde i 18. århundrede. Caroline Walter, meldte sig 17 år gammel til debut på det Kongelige Teater, men blev først syngeskolar og medvirkede i operaen som korist; samtidig med at han nød Frederik Schwarz' dramatiske undervisning, forberedte han sig til studentereksamen, og da han havde bestået denne, debuterede han 19. november 1790 som Frontin i Den forlibte Autor og Tjener. Lindgreen vakte straks opmærksomhed ved sit livfulde minespil og sin stærke, meget bøjelige stemme, men det var dog først, da han kort efter spillede Holbergs pantsatte bondedreng, at publikum ret fik øjet op for hans begavelse. De landlige erfaringer, han havde erhvervet, mens han gik i Roskilde Skole, kom ham her til gode. Han mestrede den sjællandske dialekt til fuldkommenhed og kendte bondens væsen, og ugedagen efter fremstillede han som Henrik i Maskeraden en modsætning til den pantsatte bondedreng, en typisk knægt fra hovedstaden, snarrådig og tungerap. Han fik snart et stort repertoire, og efter at Gjelstrup 1804 havde taget sin afsked, stod Lindgreen i en menneskealder som Teatrets ypperste komiske skuespiller af national art. Han var først og fremmest Holberg-fremstiller og gengav med lige stor naturlighed Henriks adrætte vittighed som Arvs sindige lunhed; han udførte også andre roller i Holbergs komedier, for eksempel Mester Gert Westphaler, Jakob i Erasmus Montanus, et par Jeronimusser og sit livs hovedværk: genfødselen af Jeppe på Bjerget (25. februar 1805). I denne som i andre Holberg-figurer var hans kunst både bevarende og nyskabende. Med troskab gengav han de mange småtræk, han havde set hos forgængerne, og med sine urdanske væsensegenskaber nationaliserede han disse klassiske skikkelser. Lindgreen fik derfor stor betydning for den danske scenes Holberg-tradition. Han var både korrekt og frodig, tro mod replikkerne og rig på lune. Også udenfor Holberg havde Lindgreen et omfattende repertoire, i hvilket hans gemyt syrnet af realistisk sanddruhed skabte mange nuancerede figurer, snart bredt-komiske, snart tørt-snurrige i skuespil, som ikke opføres mere; kun tragisk alvor og fornem værdighed var fremmed for hans trinde skikkelse og joviale væsen. 
1817 udnævntes Lindgreen til instruktør og fik i denne egenskab navnlig betydning for sin bedste elev og arvtager Ludvig Phister. Han fordrede af ham især korrekt smagfuldhed og lærte ham at afsky overdrivelse; hvis Phister dristede sig til at forandre replikken, plejede Lindgreen at sige: "Nå, så Du vil være vittigere end Holberg!" – en sætning, som Phister senere anvendte overfor sin elev Olaf Poulsen. 1. januar 1838 fejrede Lindgreen under stor hyldest sit 50 års jubilæum som Rapid i Den hjemkomne Nabob, og 6. december samme år optrådte han sidste gang som broder Sup i Bødkeren.